# Directory of Open Access Journals
El Directory of Open Access Journals (DOAJ) és una base de dades internacional, que va néixer el maig de 2003 impulsada per la Universitat de Lund, a Suècia, que conté una llista de revistes científiques i acadèmiques d'accés obert, que compleixen amb estàndards d'alta qualitat, en utilitzar la revisió d'experts, i que són gratuïtes per a tothom des del moment de la publicació, sobre la base de la definició d'accés lliure adoptada a la Budapest Open Access Initiative (BOAI).

## Característiques
L'objectiu del DOAJ és "incrementar la visibilitat i facilitar l'ús de revistes científiques i acadèmiques d'accés lliure, promovent el seu ús i impacte".
Per a ser indexades i passar a formar part del Directori, les revistes han de complir una sèrie de requisits, entre els quals es troben els de:
- Tenir accés obert d'acord amb la definició establerta per la Budapest Open Access Initiative (BOAI), que permet a l'usuari "llegir, descarregar, copiar, distribuir, imprimir, buscar o enllaçar els textos complets d'aquests articles"
- Haver superat una revisió per experts o control editorial
- Informar dels resultats principals de la recerca o dels resultats d'investigació a la comunitat acadèmica
- Mantenir la publicació en curs de forma periòdica publicar (almenys un número per any)
- Publicar la versió en línia simultàneament, o amb antelació, a la versió impresa
- Fer accessible tot el contingut en text complet
- Disposar d'un ISSN

El directori resideix a la Universitat de Lund i és recolzat pel Programa d'Informació de l'Open Society Institute i SPARC (Scholarly Publishing and Academic Resources Coalition). DOAJ és administrat i finançat parcialment per les biblioteques de la Universitat de Lund. Ha rebut finançament de l'Open Society Institute, la Biblioteca Nacional de Suècia, SPARC, SPARC Europe i Axiell. A més, hi ha un programa de suport d'individus i institucions per donar suport al continu funcionament i desenvolupament del projecte. DOAJ també participa en el portal científic global WorldWideScience.

## Història
L'Open Society Institute va finançar diversos projectes relacionats amb accés obert després de la Iniciativa d'Accés Obert de Budapest; el DOAJ era un d'aquests projectes. La idea del DOAJ va sortir dels debats de la primera Conferència Nòrdica sobre la Comunicació Científic (NCSC) el 2002. Es buscava desenvolupar una finestreta única a partir de la qual les biblioteques i els agregadors poguessin integrar als seus serveis les dades de les revistes en accés obert. La Universitat de Lund a Suècia, es va convertir en l'organització per establir i mantenir el DOAJ. Va continuar fent-se càrrec fins a gener de 2013, quan Infraestructura de serveis per a l'Accés Obert (IS4OA) es va fer càrrec del projecte.
DOAJ inclou publicacions de tot el món en molts idiomes. És possible navegar per les revistes i també cercar articles a l'interior de moltes revistes, per mitjà d'una interfície. L'accés obert s'ha convertit en el món científic un fenomen mundial. Tenint en compte que en l'actualitat l'accés lliure és un fenomen mundial. Si el 1993 hi havia 20 revistes OA, el 2003 van passar a ser 1815. Al maig de 2009, la base de dades bibliogràfica contenia 4.177 revistes, de les quals 1.531 estaven catalogades a nivell d'article. L'octubre de 2014 el Directory of Open Access Journals (DOAJ) recollia 10.018 revistes de 135 països, de les quals 535 eren espanyoles. El març del 2015 DOAJ contenia més de 10.000 revistes d'accés obert, alhora que incloïa nous estàndards de qualitat que permetessin millorar el procés de selecció de les revistes incloses.

## Altres bases de dades bibliogràfiques d'accés obert
- SciELO (Scientific electronic library online)
- Latindex (Sistema Regional d'Informació en Línia per a Revistes Científiques d'Amèrica Llatina, el Carib, Espanya i Portugal)
- Dialnet (Portal bibliográfic de la literatura científica hispana)
- MIAR (Matriu d'Informació i Avaluació de Revistes)